# Sven Kramer (Literaturwissenschaftler)
Sven Kramer (* 1961 in Hamburg) ist ein deutscher Literatur- und Kulturwissenschaftler. 

## Leben
Kramer studierte in Hamburg und St. Louis, USA, Neuere deutsche Literaturwissenschaft und Politologie. Er promovierte 1995 an der Universität Hamburg und habilitierte sich dort 2001. 
Zwischen 2002 und 2005 war er zunächst als DAAD Visiting Associate Professor an der University of Toronto, Kanada, tätig, danach kurz als Senior Lecturer an der University of Melbourne, Australien. 
Seit Ende 2005 ist er Professor für Neuere deutsche Literaturwissenschaft und Literarische Kulturen an der Fakultät Kulturwissenschaften der Leuphana Universität Lüneburg.

## Forschung
Zu seinen Forschungsschwerpunkten zählen: Kodierung von Gewalt in Literatur und Film; die Shoah im Film und in der Literatur; Gattungstheorie und Geschichte des Essays und des Essayfilms; literaturtheoretische und ästhetische Fragestellungen im Umfeld von kritischer Theorie, Dekonstruktion und kritischer Hermeneutik. 
Sven Kramer ist seit 2006 geschäftsführender Herausgeber der Zeitschrift für kritische Theorie, die er 1995 mit begründete.

## Werke
- mit Torben Fischer und Philipp Hammermeister (Hrsg.): Der Nationalsozialismus und die Shoah in der deutschen Gegenwartsliteratur. Amsterdam; New York 2014. ISBN 978-9042038509
- mit Martin Schierbaum (Hrsg.): Spuren der Zeitgeschichte im Kulturraum Elbe. Springe 2012. ISBN 978-3866741652
- mit Thomas Tode (Hrsg.): Der Essayfilm. Ästhetik und Aktualität. Konstanz 2011. ISBN 978-3867641104
- mit Martin Schierbaum (Hrsg.): Nicolas Born und die politische Literatur, 1967-1982. Berlin 2010. ISBN 978-3503122363
- (Hrsg.): Bild – Sprache – Kultur. Ästhetische Perspektiven kritischer Theorie. Würzburg 2009. ISBN 978-3826041082
- Die Folter in der Literatur. Ihre Darstellung in der deutschsprachigen Erzählprosa von 1740 bis ›nach Auschwitz‹. München 2004. ISBN 978-3770538959
- Walter Benjamin zur Einführung. Hamburg 2003 (2. Aufl. 2004, 3. Aufl. 2010, 4. Aufl. 2013; Übersetzung ins Chinesische 2008). ISBN 978-3885066835
- (Hrsg.): Die Shoah im Bild. München 2003. ISBN 978-3883777252
- Auschwitz im Widerstreit. Zur Darstellung der Shoah in Film, Philosophie und Literatur. Wiesbaden 1999 (2. Aufl. 1999). ISBN 978-3824443666
- Die Subversion der Literatur. Christian Geisslers »kamalatta«, sein Gesamtwerk und ein Vergleich mit Peter Weiss. Stuttgart 1996.
- (Hrsg.): Das Politische im literarischen Diskurs. Studien zur deutschen Gegenwartsliteratur. Opladen 1996.
- Rätselfragen und wolkige Stellen. Zu Benjamins Kafka-Essay. Lüneburg 1991. ISBN 978-3924245191
- mit Jürgen Garbers u. a. (Hrsg.): Ästhetik Revolte Widerstand. Zum literarischen Werk von Peter Weiss. Lüneburg; Jena 1990.